# Groveland (Californie)
Pour les articles homonymes, voir Groveland.
Groveland est une localité américaine située dans le comté de Tuolumne, en Californie. Cette census-designated place fait partie des California Historical Landmarks depuis le 2 novembre 1949.